# Neotrichia corniculans
Neotrichia corniculans är en nattsländeart som beskrevs av Oliver S. Flint Jr. 1968. Neotrichia corniculans ingår i släktet Neotrichia och familjen smånattsländor. Inga underarter finns listade i Catalogue of Life.